# Anastatus bifasciatus
Anastatus bifasciatus é uma espécie de insetos himenópteros, mais especificamente de vespas parasíticas pertencente à família Eupelmidae.
A autoridade científica da espécie é Geoffroy, tendo sido descrita no ano de 1785.
Trata-se de uma espécie presente no território português.